# Mastozytose
Die Mastozytose ist eine seltene Erkrankung, die durch Anhäufungen von Mastzellen in der Haut oder in den inneren Organen charakterisiert ist. Neben den weit überwiegenden gutartigen Verläufen mit häufigen Spontanremissionen, vor allem bei der kindlichen Mastozytose, sind auch bösartige Formen beschrieben.

## Ursachen und Auslöser
Die Ursache der Krankheit ist ungeklärt. Die Symptome werden bei den meisten Betroffenen durch einen oder mehrere der folgenden Faktoren ausgelöst:
- Alkohol
- scharfe Gewürze
- bestimmte Nahrungsmittel und -zusatzstoffe
- (emotionaler) Stress
- Infektionskrankheiten
- Medikamente: Morphinderivate, Narkosemittel, Narkosegase, Kodein, Lokalanästhetika, Chinin, Amphotericin B, Acetylsalicylsäure (ASS) etc.
- Insektengifte (Biene, Wespe), Schlangen- und Quallengifte und andere
- allergische Erkrankung (Allergene aller Art)
- physikalische Auslöser: Anstrengung, Sonnenlicht, Kälte, Wärme, Reibung

## Kutane Mastozytose
Bei der überwiegend Kinder und Jugendliche betreffenden kutanen Mastozytose ist nur die Haut betroffen. Sie zeigt rötlich-braune Pigmentflecken, die gelegentlich Bläschen bilden und bei denen durch Reiben eine Schwellung und Rötung aufgrund einer Freisetzung von Histamin aus den Mastzellen entstehen kann (Darier-Zeichen). Die Diagnose wird auf Grund des typischen Bildes gestellt und ggf. durch eine Biopsie eines Herdes gesichert, die bei histologischer Aufarbeitung eine diffuse Mastzellinfiltration in der Lederhaut nachweisen lässt.
Die kutane Mastozytose tritt in verschiedenen Varianten auf. Das Mastozytom ist eine bereits bei Geburt vorhandene oder sich innerhalb der ersten Lebenswochen entwickelnde Ansammlung von Mastzellen.
Im Gegensatz dazu sind die Pigmentflecken bei der Urticaria pigmentosa über den gesamten Körper verteilt, wobei eine Betonung des Rumpfes auffällt. Der Manifestationszeitpunkt dieser Variante liegt zwischen der Kindheit und dem mittleren Erwachsenenalter. Dabei kann es bei Kindern unter 10 Jahren noch zu einer spontanen Rückbildung kommen.

## Systemische Mastozytose
Die meist Erwachsene betreffende systemische Mastozytose befällt auch innere Organe wie Darm, Leber und Milz. Sie gilt noch immer als Rarität, wobei allerdings von einigen Autoren eine hohe Dunkelziffer vermutet wird. Immerhin soll die systemische Mastozytose an 1,25 % aller sekundären Osteoporoseerkrankungen ursächlich beteiligt sein.

### Diagnose
Die Diagnose einer systemischen Mastozytose wird gestellt, wenn das Haupt- und ein Nebenkriterium oder drei Nebenkriterien der sogenannten WHO-Konsensus-Kriterien erfüllt sind. Als Hauptkriterium gilt
- der Nachweis multifokaler, dichter Mastzelleninfiltrate (mehr als 15 zusammenliegende Mastzellen) in der Knochenmarkbiopsie oder in Biopsien aus anderen Organen als der Haut.

Diagnostische Nebenkriterien sind
- ein Anteil atypischer Mastzellen von mehr als 25 % der Mastzellen im Knochenmarkausstrich oder in anderen Organen,
- eine c-Kit-Punktmutation in Codon 816 in Mastzellen aus dem Knochenmark oder aus anderen Organen als der Haut,
- eine Exprimierung der Antigene CD2 oder CD25 durch Mastzellen aus dem Knochenmark oder anderen Organen als der Haut und
- eine basale Tryptasenkonzentration von mehr als 20 ng/ml im Blutserum, nur bei Patienten ohne eine myeloische Neoplasie.[4]

Als erste Tests können im Verdachtsfall der Tryptasengehalt im Blut und die Ausscheidung der Histamin-Metabolite N-Methylhistamin und 1,4-Methylimidazolessigsäure im Urin bestimmt werden.
Gesichert wird die Diagnose durch den histologischen Nachweis einer Mastzelleninfiltration im
Knochenmark oder in einem anderen Organ als der Haut.

### Therapie
Die Therapie der systemischen Mastozytose ist überwiegend symptomatisch ausgerichtet. Die den meisten Therapieempfehlungen zu Grunde liegende Datenlage ist spärlich. Im Vordergrund steht die Vermeidung von Nahrungsmitteln, Medikamenten und auch Situationen, die im Einzelfall erfahrungsgemäß zu einer Symptomatik durch Histaminausschüttung führen. Medikamentös werden meist ältere Antihistaminika eingesetzt, deren sedierende Wirkung bewusst eingesetzt wird, um die Ausschüttung von Histamin zu reduzieren. Aus dem gleichen Grund werden oft niedrige Dosen von Benzodiazepinen eingesetzt. Die aggressiven Formen werden heute analog zu anderen bösartigen Krankheiten oft „experimentell“ mit Ciclosporin, Kortikosteroiden und Interferon α-2b behandelt, ohne dass deren Wirksamkeit belegt ist.
Ein weiterer Therapieansatz ist die PUVA, eine Behandlung mit Psoralen, einer photosensibilisierenden Substanz, und anschließender Belichtung der Haut mit UV-A-Strahlung.
In einer Studie an mehr als 100 Patienten mit schweren Verlaufsformen der Mastozytose zeigte eine internationale Gruppe von Ärzten und Wissenschaftlern die Wirksamkeit eines neuen zielgerichteten Medikaments: der Tyrosinkinase-Inhibitor Midostaurin (PKC412) der Firma Novartis, der selektiv KIT-aktivierte Zellen hemmt, führte bei 60 Prozent der Patienten zu einer deutlichen Besserung. Es kam zu einer Rückbildung der Organveränderungen, zu einem Rückgang der Mastzellinfiltrate und es zeigte sich ein verlängertes progressionsfreies Überleben. Als Nebenwirkungen des Medikaments traten vor allem Übelkeit und Blutbildveränderungen auf.
Für Hunde sind die Tyrosinkinase-Inhibitoren Masitinib und Toceranib zur Behandlung von Mastzelltumoren zugelassen.